# Elizabeth Gray
Elizabeth Anderson Gray (Alloway, 21 de febrero de 1831 – Edimburgo, 11 de febrero de 1924) fue una pionera coleccionista de fósiles escocesa. Gray organizó científicamente, colecciones de fósiles para varios museos.

## Biografía
Elizabeth nació en Alloway en 1831. Ella y su familia se mudaron a Enoch, Girvan en Ayrshire donde poseían una granja donde cultivaron; y, Elizabeth asistió a un colegio privado. Su padre la describe como una recolectora entusiasta de fósiles; quién tenía el honor de haber un tipo de trilobita con su epónimo. Fue enviada a un internado en Glasgow cuando tenía quince años. Ella se quedó por un año; regresando luego para ayudar en la casa.

## Matrimonio (y vacaciones en Girwen)
Se casó con Robert Gray el 8 de abril de 1856 y ambos compartían un interés en recolectar fósiles, en cada vacación anual, en Girwen. Y ella era asistida por sus niños cuándo ya fueron capaces. Vivieron en Glasgow, donde Robert trabajó en un banco, y sus vacaciones las pasaban en Ayrshire. El interés de Elizabeth consistía en documentar y descubrir fósiles; y, a su vez entrenó a sus hijos para documentar sus hallazgos. Robert cofundó la Sociedad de Historia Natural de Glasgow, donde se expusieron muchos de sus descubrimientos. Como era tradición de los hombres tomaran el liderazgo; así, ella se presentaba y firmaba como Mrs Robert Gray tal el nombre que usaba. De tal modo, que Robert presentaría y tomaría el crédito por toda la obra de su familia. Los especímenes de Elizabeth eran frecuentemente utilizados al inicio de reuniones de la Sociedad de Historia Natural de Glasgow pero con falibles atribuciones, implicando que su marido o ella eran posiblemente sus responsables. Aun así, en 1866 la primera colección Gray fue dada al Hunterian Museum and Art Gallery en Glasgow por la pareja.
El curador del Museo Hunterian era John Young quién era Regius Profesor de Historia Natural en la Universidad de Glasgow y un convencido de educar al máximo nivel a las mujeres. Así dirigió clases para mujeres; y, en 1869 invitó a Elizabeth a asistir a sus conferencias en geología en su universidad. Sus hallazgos y descripciones científicas devinieron en especímenes tipo: el molusco Lophospira trispiralis,  el starfish Hudsonaster grayae y el equinodermo Archophiactis grayae se definieron por fósiles hallados por ella.
A partir de 1874, fueron capaces de utilizar la experiencia de los paleontólogos de Edimburgo, como la familia se trasladó a seguir el nuevo trabajo de Robert. Así, describieron y clasificaron fósiles ordovícicos. Robert murió en 1887.

## Otras colaboraciones
El trabajo de Elizabeth Gray fue aprovechado por muchas publicaciones, tales como Charles Lapworth en  Girvan Succession de 1882. Lapworth apreció la importancia de su trabajo como "Es la primera colección en la que las localidades exactas y los horizontes de cada fósil individual ... fueron escritas en el momento de la colección." A Elizabeth se le ofreció la oportunidad de aprender a describir científicamente sus propios descubrimientos, por la Dra. Ramsay Traquair del Royal Scottish Museum, pero quería concentrarse en encontrar especímenes para que otros estudiaran, ya que sentía que los demás tenían más experiencia. El paleontólogo Thomas Davidson se benefició de la falta de interés de Gray y describió las colecciones de fósiles que Gray le envió entre 1878 a 1880, R. Etheridge Y H. Alleyne Nicholson publicaron una Monograph of Silurian Fossils of the Girvan District in Ayrshire utilizando la colección Gray. Cuando el financiamiento de Nicholson se agotó, Gray se dirigió a F.R.Cowper Reed de Cambridge para obtener ayuda. Y, así fue capaz de publicar varios documentos basados en fósiles de Gray; y, se cree que nunca visitó el sitio para ver dónde se habían recogidos. William Kingdon Spencer trabajó en sus fósiles al igual que Jane Longstaff, quien resolvió los gasterópodos fósiles. Gray estaba constantemente organizando y pidiendo ayuda para asegurarse de que sus hallazgos fueran descritos correctamente y para ese fin tuvo una larga y, a veces impaciente correspondencia con Francis Bather en el Museo Británico.
Gray siguió reuniendo fósiles hasta la edad de 92, y falleció en Edimburgo en 1924. Después de su deceso, su trabajo fue continuado por sus hijas, Alice y Edith.

## Honores
- 1900, elegida miembro honorario de la Sociedad Geológica de Glasgow,
- 1903, a los 72, se le otorgó el "Fondo Murchison geológico" en reconocimiento de sus contribuciones al campo. La ODNB señala que Gray era "una mujer de carácter considerable, determinación e ingenio, con una memoria fenomenalmente retentiva."[2]

## Legado
Gray dejó extensas colecciones de fósiles escoceses, en varios museos británicos. Ella y sus familiares trabajaron en Girvan, de 1855 a 1941. La familia creó colecciones científicamente organizadas de fósiles para varios museos incluyendo el Museo de Historia Natural. Alice, asistida por Edith, continuó visitando Girvan hasta 1941. Alice la describió como la recreación de su infancia. Debían cubrir donde habían estado trabajando para evitar que otros descubrieran su interés actual y no los retiraran por la noche, hasta que los hallazgos se hubieran catalogado. Excluyendo el trabajo de su padre, el interés de la familia en la recolección activa de fósiles duró 86 años.

## Otras lecturas
- Burek, Cynthia V.; Higgs, Bettie (2007). The Role of Women in the History of Geology. London: Geological Society. ISBN 9781862392274.